# Uxoricidio
L'uxoricidio (dal latino uxor, "moglie") è l'omicidio della propria moglie o, per estensione, della propria compagna. Nelle legislazioni occidentali l'uxoricidio è un'aggravante dell'assassinio.
Più in particolare, nel codice penale italiano è considerato, in base all'art. 577 c. 2, una delle aggravanti ricomprese nella fattispecie di assassinio del coniuge.

## Quadro culturale
La legge 442/1981 cancellò dal codice penale italiano il delitto d’onore e il matrimonio riparatore. In precedenza gli uomini che uccidevano mogli, figlie o sorelle che avessero loro arrecato "disonore" beneficiavano di uno sconto di pena. L'onore è riconosciuto in alcune legislazioni come un valore socialmente rilevante di cui si possa e si debba tenere conto anche a fini giuridici, e se ne parla in ambito penale.
La ragione si insinua nella considerazione della motivazione delle azioni umane, che in date culture possono tener profondamente e persino tragicamente conto di esiti estremi della pressione esercitata dalla reputazione sociale; questa muove le decisioni dell'individuo, di quando in quando ben oltre le norme codificate ordinamentali ma occorrerà lo stesso valutare almeno in diritto latino della qualità dell'animus nocendi. In India una causa frequente di uxoricidio è una dote che non soddisfa il marito o la sua famiglia. Questi casi sono spesso riportati dai media che li definiscono "incidenti domestici" o "delitti d'onore".

## Episodi famosi
- Il condottiero italiano Gianciotto Malatesta uccise la moglie Francesca da Polenta e il fratello Paolo nella vicenda di Paolo e Francesca narrata da Dante Alighieri nel V canto dell'Inferno.
- Il pittore Boccaccio Boccaccino, sabato 8 febbraio 1500, a Ferrara, "amazò sua moiera ch’el trovò farli le corna et che g’el confessò".
- Pietro de' Medici strangolò sua moglie Dianora di Toledo, sospettata di tradimento, nella villa di Cafaggiolo, vicino a Firenze (1576).
- Isabella de' Medici venne uccisa per strangolamento dal marito Paolo Giordano I Orsini nella villa medicea di Cerreto Guidi nel 1576 dopo aver scoperto di essere stato tradito con il proprio cugino, Troilo Orsini.
- Nella tragedia di William Shakespeare Otello (1603), il protagonista Otello uccide la moglie Desdemona tramite strongolamento perché accusata di tradimento con Cassio. Scoperta l’innocenza della donna, egli, disperato, si suicida.
- Gesualdo principe di Venosa uccise la moglie Maria d'Avalos e il suo amante Fabrizio Carafa nel 1590 quando furono sorpresi nel mentre stavano facendo l'amore. Si crede anche che abbia fatto assassinare successivamente il figlio Alfonsino perché non creduto il proprio.
- Nella novella di Luigi Pirandello Se... il protagonista Lao Griffi viene prosciolto dall'accusa di omicidio della moglie adultera.